# Joseph Francis Kweku Essien
Joseph Francis Kweku Essien (ur. 25 listopada 1945 w Apowa) – ghański duchowny rzymskokatolicki, biskup Wiawso w latach 2000–2023.